# Chrysopilus humilis
Chrysopilus humilis är en tvåvingeart som beskrevs av Friedrich Hermann Loew 1874. Chrysopilus humilis ingår i släktet Chrysopilus och familjen snäppflugor. Inga underarter finns listade i Catalogue of Life.